# Sigrid Westphal-Hellbusch
Sigrid Westphal-Hellbusch (geb. Hellbusch; * 10. Juni 1915 in Rendsburg; † 1. Februar 1984 in Oldenburg) war eine deutsche Ethnologin. Sie war von 1951 bis 1953 Professorin an der Humboldt-Universität zu Berlin und von 1957 bis 1970 an der Freien Universität Berlin. Anschließend leitete sie bis 1976 die Westasien-Abteilung des West-Berliner Museums für Völkerkunde.

## Leben
Westphal-Hellbusch wurde in Rendsburg als Tochter eines Architekten geboren, wuchs aber in Berlin auf, wo sie 1934 das Abitur bestand. Wegen politischer „Unzuverlässigkeit“ in den Augen der nationalsozialistischen Machthaber durfte sie nicht sofort studieren, sondern musste zunächst einen Arbeitsdienst ableisten. Ab 1935 studierte sie Ethnologie, Anthropologie, Geographie und Psychologie bei Richard Thurnwald, Diedrich Westermann, Eugen Fischer und Norbert Krebs an der Berliner Friedrich-Wilhelms-Universität. Vor allem Thurnwalds Theorienbildung und Präferenz für die Feldforschung prägten sie. Bei ihm schloss Hellbusch das Studium 1940 mit der Promotion ab, Thema ihrer Dissertation war die Bedeutung der Jagd für die Ureinwohner Australiens. Noch im gleichen Jahr wurde sie Volontärin am Staatlichen Museum für Völkerkunde in Berlin und später wissenschaftliche Mitarbeiterin in der Südsee-Abteilung.
Noch während des Zweiten Weltkriegs begann sie mit ihrer Habilitationsschrift, musste diese jedoch unterbrechen, da ihr Vertrag mit dem Museum Anfang 1945 auslief und Berlin von Bombenangriffen betroffen war. Sie wirkte noch mit, die Bestände des Museums in Kreuzberg so weit wie möglich nach Dahlem auszulagern. Dann ging sie zu ihren Eltern nach Oldenburg, kehrte aber ein Jahr später nach Berlin zurück. 1946 schloss sie ihre Habilitation bei Thurnwald und Westermann mit einer Schrift über die Totemkultur in Australien ab (Der Totemismus bei den Buschmännern). Im folgenden Jahr begann sie als Dozentin an der Humboldt-Universität zu Berlin, die infolge der Berliner Teilung im Ostteil lag. 1951 wurde sie zur Professorin mit Lehrauftrag berufen und leitete ab 1952 kommissarisch das Institut für Ethnologie. Daneben arbeitete sie in der Sektion für Völkerkunde und Deutsche Volkskunde der Deutschen Akademie der Wissenschaften in Ost-Berlin.
Zum 1. Juni 1953 verließ Hellbusch, die im Westteil Berlins wohnte, die Humboldt-Universität und übernahm stattdessen eine Assistenz bei ihrem akademischen Lehrer Richard Thurnwald, der inzwischen an der West-Berliner Freien Universität (FU) das Institut für Sozialpsychologie und Ethnologie leitete. Außerdem hielt sie als unbesoldete Lehrbeauftragte Ethnologie-Vorlesungen an der Philosophischen Fakultät der FU. Im Juli 1953 heiratete sie den Physiker und Mathematiker Heinz Westphal. Nach dem Tod Thurnwalds im Jahr 1954 übernahm sie die kommissarische Leitung des Instituts. Ab 1956 war sie dort als Privatdozentin beschäftigt, wurde 1957 außerordentliche Professorin und schließlich 1964 ordentliche Professorin auf dem Lehrstuhl für Ethnologie.
In den 1950er-Jahren betrieb Sigrid Westphal-Hellbusch mit ihrem Mann intensive Feldforschung bei den Maʿdan im Südirak und den Jat in Pakistan. Ab 1959 konzentrierte sie sich auf die Türkei, den Nahen und Mittleren Osten und die Maghreb-Staaten. Aufgrund ihrer Arbeit fokussierte sich das Institut für Ethnologie auf den Nahen und Mittleren Osten.
Mit den Protesten der studentischen 68er-Bewegung beschloss Westphal-Hellbusch, ihre Position an der Universität aufzugeben und nahm 1970 eine Stelle am Staatlichen Museum für Völkerkunde in Dahlem an. Sie übernahm die Leitung der neu geschaffenen Abteilung für West- und Mittelasien, wo sie u. a. für die Katalogisierung der Buchara-Sammlung verantwortlich war. 1976 ging Sigrid Westphal-Hellbusch in den Ruhestand und zog mit ihrem Mann nach Oldenburg.

## Schriften (Auswahl)
- Einfluß der Jagd auf die Lebensformen der Australier. zugleich Dissertation, Ebering, Berlin 1941
- mit Heinz Westphal: Die Ma'dan: Kultur und Geschichte der Marschenbewohner im Süd-Iraq. (= Band 4 von Forschungen zur Ethnologie und Sozialpsychologie) Duncker & Humblot, Berlin 1962
- mit Heinz Westphal: Zur Geschichte und Kultur der Jat. Duncker & Humblot, Berlin 1968
- mit Heinz Westphal: Hinduistische Viehzüchter im nord-westlichen Indien: Die Rabari. Duncker & Humblot, Berlin 1974
- mit Ilse Bruns: Metallgefässe aus Buchara.  Veröffentlichungen des Museums für Völkerkunde Berlin, Berlin 1974
- mit Gisela  Soltkahn: Mützen aus Zentralasien und Persien. Veröffentlichungen des Museums für Völkerkunde, Berlin 1976
- mit Heinz Westphal: Hinduistische Viehzüchter im nord-westlichen Indien: II. Die Bharvad und die Charan. (= Band 9 von Forschungen zur Ethnologie und Sozialpsychologie) Duncker & Humblot, Berlin 1976
- Tier und Totem: Naturverbundenheit in archaischen Kulturen; Texte zum Totemismus. Edition Amalia, Bern 1998, ISBN 978-3-905581-03-4